# Sullivan Stapleton
Sullivan Stapleton (Melbourne, 14 de junho de 1977) é um ator australiano, conhecido por interpretar "Sargento Damien Scott" em Strike Back: Project Dawn, Strike Back: Vengeance, Strike Back: Shadow Warfare  e em Strike Back: Legacy. Atualmente interpreta o "Agente Kurt Weller", na série Blindspot, na NBC.

## Filmografia

### Série de televisão
| Ano        | Série                       | Personagem        | Notas                                |
| ---------- | --------------------------- | ----------------- | ------------------------------------ |
| 2015       | Blindspot                   | Kurt Weller       | todos os episódios                   |
| 2015       | Strike Back: Legacy         | Sgt. Damien Scott | 10 episódios                         |
| 2013       | Strike Back: Shadow Warfare | Sgt. Damien Scott | 10 episódios                         |
| 2012       | Strike Back: Vengeance      | Sgt. Damien Scott | 10 episódios                         |
| 2011       | Strike Back: Project Dawn   | Sgt. Damien Scott | 10 episódios                         |
| 2010       | Lowdown                     | Oliver Barry      | Episódio "Bonk Bonk, Who's There?"   |
| 2009       | Sea Patrol                  | Geoff Kershaw     | Episódio "Guns"                      |
| 2009       | Carla Cametti PD            | Matt Brodie       | 6 episódios                          |
| 2008       | Satisfaction                | Josh              | 13 episódios                         |
| 2008       | RushRush                    | Yuri              | Episódio 1.12                        |
| 2008       | Canal Road                  | Jack Logan        | 3 episódios                          |
| 2008       | Underbelly                  | Pat Barbaro       | episódio "Suffer the Children"       |
| 2006       | Mcleod's Daughters          | Drew Cornwell     | Episódio "Winners & Losers"          |
| 2003-05    | The Secret Life of Us       | Justin Davies     | 24 episódios                         |
| 2003       | supernatural                | Gethin Fox        | 4 episódios                          |
| 2000       | Something in the Air        | Wayne Taylor      | 4 episódios                          |
| 1999       | Stingers                    | Matt Wilmott      | Episódio "Dance eith the Dragon"     |
| 1999       | Pig Breakfast               | -                 | tv série                             |
| 1997, 1998 | State Coroner               | Bukkbar Benson    | 2 episódios                          |
| 1998       | The Genie from Down Under 2 | Surfista          | episódio "The Cold Shoulder"         |
| 1998       | Neighbours                  | Josh Hughes       | 10 episodios                         |
| 1998       | Raw FM                      | Bucky             | Episódio "Raw'n'Sore"                |
| 1997       | Good Guys Bad Guys          | Paul Morello      | episódio "A Bilby in Rat's Clothing" |

### Filmes
| Ano  | Título                          | Personagem       | Notas |
| ---- | ------------------------------- | ---------------- | --- |
| 2016 | The Lake                        |                  | |
| 2014 | Kill Me Three Times             | Nathan Webb      | Junto de Teresa Palmer, Simon Pegg, Alice Braga, Luke Hemsworth, Callan Mulvey, Bryan Brown e Steve Le Marquand |
| 2014 | Cut Snake                       | Pommie           | Junto de Jessica De Gouw, Alex Russell, Megan Holloway, Robert Morgan e Paul Moder                              |
| 2014 | 300: Rise of an Empire          | Themistocles     | Junto de Eva Green, Rodrigo Santoro, Callan Mulvey, Jamie Blackley e Andrew Pleavin                             |
| 2013 | Gangster Squad                  | Jack Whalen      | Junto de Ryan Gosling, Josh Brolin, Sean Penn e Emma Stone                                                      |
| 2011 | The Hunter                      | Doug             | junto de William Dafoe, Sam Neill, Frances O'Connor, Callan Mulvey, Jacek Koman de Dan Wyllie                   |
| 2011 | Underbelly Files: Infiltration  | Colin McLaren    | Junto de Roy Billing, Henry Nixon, Tottie Goldsmith e Jessica Napier                                            |
| 2010 | Animal Kingdom                  | Craig Cody       | junto de Guy Pearce, Luke Ford, Anthony Hayes, Justin Rosniak e Andy McPhee                                     |
| 2010 | The Odds                        | Wade             | Junto de Donald Faison e Jacob Vargas                                                                           |
| 2009 | Centre Place                    | James Ballintyne | Junto de Alison Whyte                                                                                           |
| 2007 | The Bloody Sweet Hit            | Carl             | Junto de Oliver Ackland                                                                                         |
| 2007 | December Boys                   | Fearless         | junto de Victoria Hill, Daniel Radcliffe, James Fraser e Lee Cormie                                             |
| 2007 | The Condemned                   | Agente Wilkins   | Junto de Robert Mammone                                                                                         |
| 2005 | Little Oberon                   | Martin           | Junto de Sweeney Young, Helen Dallimore e Sam Healy                                                             |
| 2004 | Everything Goes                 | Jack             | Junto de Hugo Weaving, Abbie Cornish e Bojana Novakovic                                                         |
| 2003 | The Forest                      | Max              | Junto de Tony Martin, Anita Hegh e Julia Blake                                                                  |
| 2003 | Darkness Falls                  | Matt Heny        | Junto de Chaney Kley, Emma Caulfield e Lee Cormie                                                               |
| 2001 | My Brother Jack                 | Joven Joe        | Junto de Matt Day, Simon Lyndon, William McInnes, Felix Williamson e Claudia Karvan                             |
| 2000 | City Loop                       | Dom              | Junto de Ryan Johnson, Brendan Cowell e Jessica Napier                                                          |
| 2000 | Green Sails                     | Infante          | Junto de Marcus Graham, Robert Mammone, Damien Garvey e Jay Laga'aia                                            |
| 1999 | Witch Hunt                      | Craig Thomas     | Junto de Jacqueline Bisset, Alexandra Schepisi e Suzi Dougherty                                                 |
| 1998 | Halifax f.p: Afraid of the Dark | Hamish           | Junto de Hugh Jackman                                                                                           |
| 1997 | Amy                             | Wayne Lassiter   | Junto de Ben Mendelsohn, Dennis Coard, Torquil Neilson e Susie Porter                                           |
| 1996 | River Street                    | Chris            | - |
| 1994 | Baby Bath Massacre              | Adrian           | Junto de Maya Stange, Peter Hardy, Campbell Corser e Alexandra Schepisi                                         |

## Prêmios e nomeações
| Ano  | Categoria                            | Prêmio             | Filme          | Resultado |
| ---- | ------------------------------------ | ------------------ | -------------- | --------- |
| 2016 | Best Lead Actor                      | AACTA Award        | Cut Snake      | Pendente  |
| 2013 | Honored                              | Breakthrough Award | -              | Venceu    |
| 2011 | Best Performance by an Ensemble Cast | Chlotrudis Award   | Animal Kingdom | Nomeado   |
| 2000 | Best Supporting Actor                | AFI Award          | Animal Kingdom | Nomeado   |